# Wiktor Gomulicki

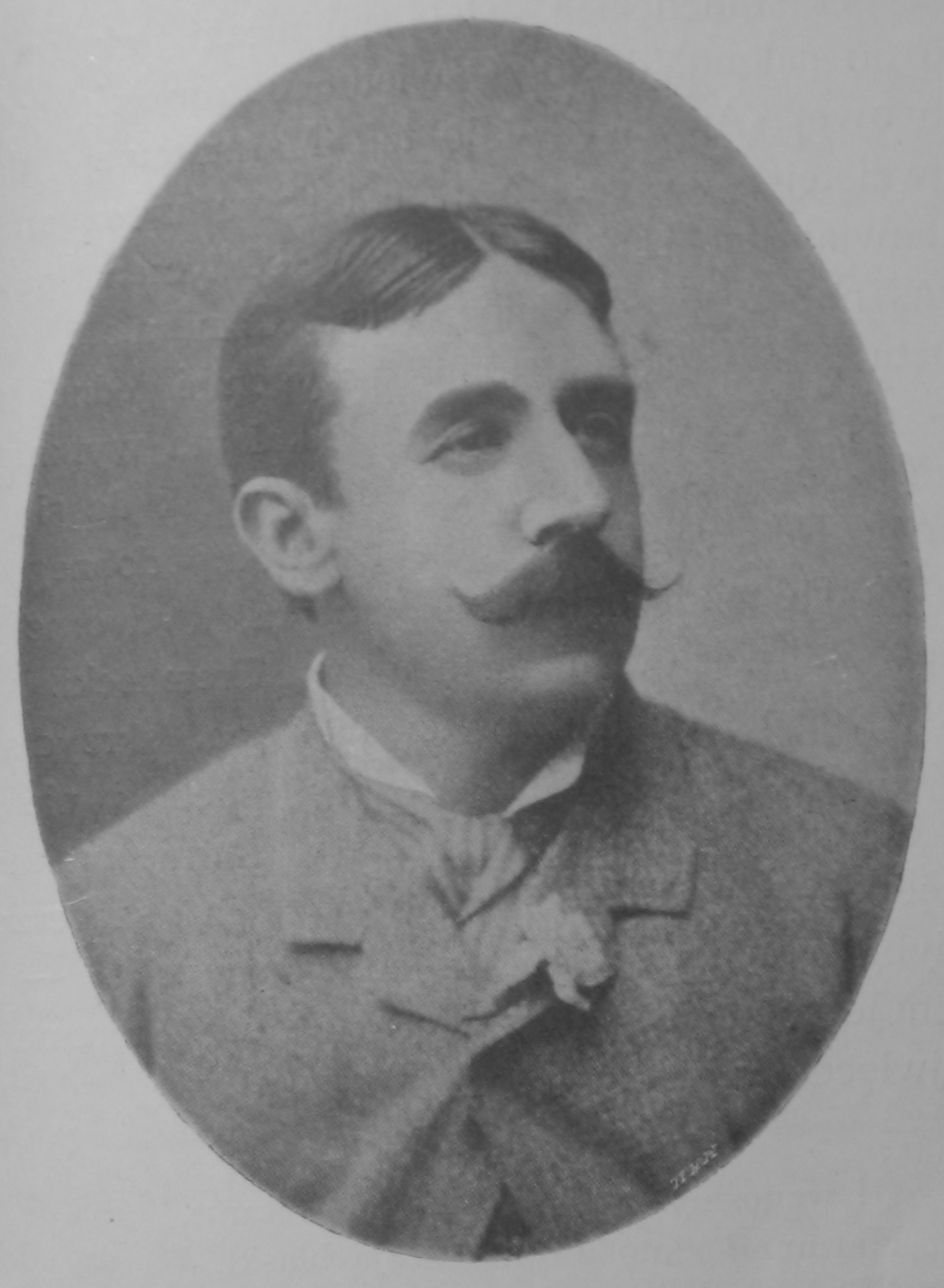
Wiktor Gomulicki

Wiktor Gomulicki, född 17 oktober 1848 i Ostrołęka, död 14 februari 1919 i Warszawa, var en polsk författare.
Gomulicki fortsatte den äldre romantiska traditionen och utgav ren rad diktsamlingar från 1882. På prosa har Gomulicki skrivit Berättelser om det gamla Warszawa (1900-1909) med flera noveller. Gomulicki har även författat skådespel.